# Pudur (S)
Pudur (S) é uma panchayat (vila) no distrito de Tirunelveli, no estado indiano de Tamil Nadu.

## Demografia
Segundo o censo de 2001, Pudur (S) tinha uma população de 11,095 habitantes. Os indivíduos do sexo masculino constituem 49% da população e os do sexo feminino 51%. Pudur (S) tem uma taxa de literacia de 63%, superior à média nacional de 59.5%: a literacia no sexo masculino é de 74% e no sexo feminino é de 52%. Em Pudur (S), 12% da população está abaixo dos 6 anos de idade.